# Rosa roxburghii
Rosa roxburghii — вид рослин з родини розових (Rosaceae); поширений у Японії (Хонсю) й Китаї.

## Опис

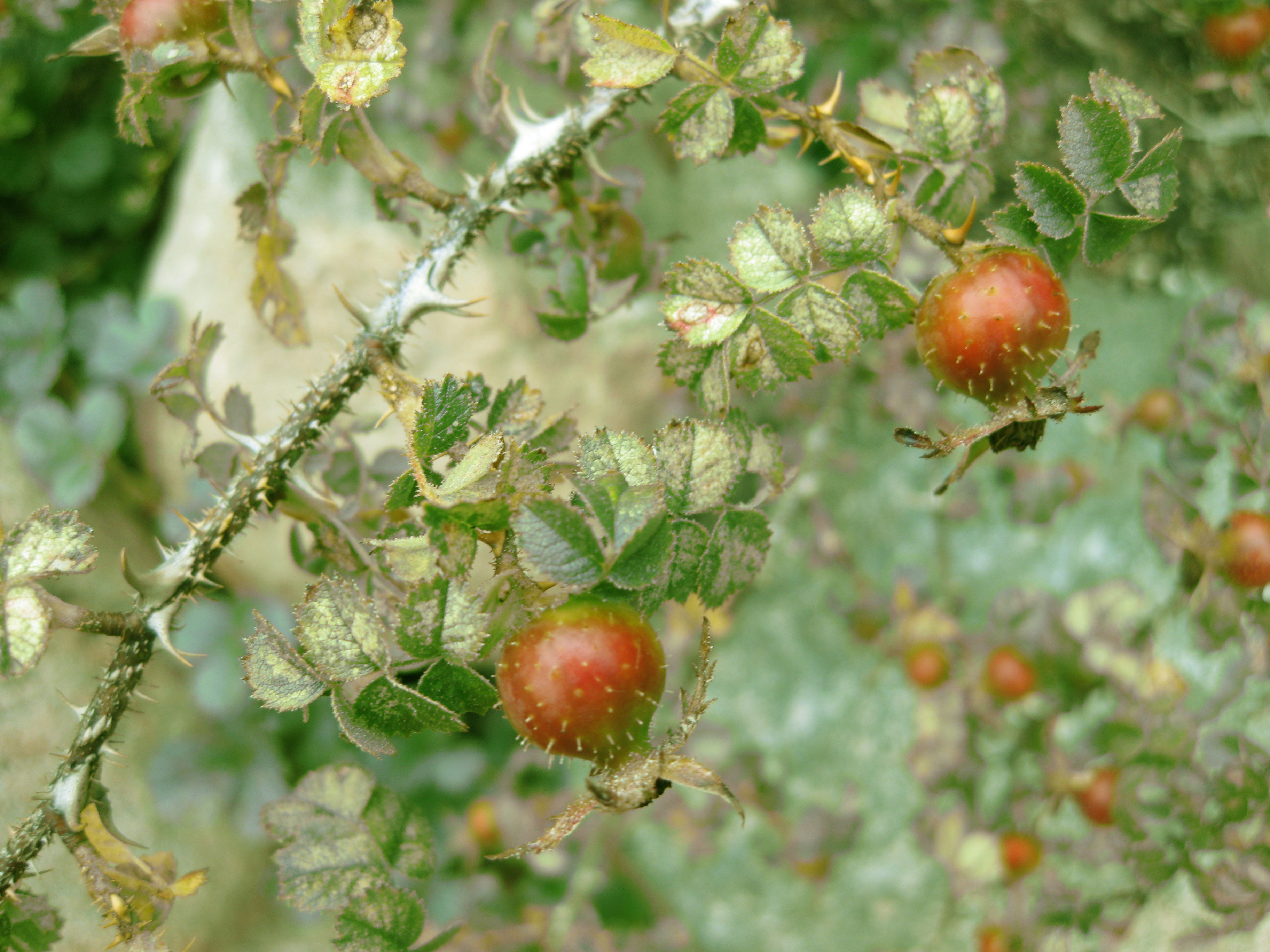
шипшинові плоди

Кущі розсіяні, 1–2.5 м заввишки. Кора сіро-коричнева. Гілочки висхідно-розлогі, пурпурово-коричневі. Колючки парні у вузлах, переважно прямі, до 5 мм, дещо плоскі, різко звужуються до широкої основи. Листки з ніжкою 5–11 см; прилистки переважно прилягають до ніжки, вільні частини шилоподібні, край залозисто запушений; ніжки й ребра з розсіяними дрібними колючками; листочків 9–15, еліптичні або довгасті, рідко оберненояйцюваті, 1–2 × 0.6–1.2 см, гладкі, знизу з помітними жилками; основа широко клиноподібна, край гостро просто зубчастий, вершина гостра або округло-тупа. Квітки поодинокі, або 2 або 3. Квітки розміщені верхівково на гілках, діаметром 4–6 см; квітконіжка коротка; приквітків 2 або 3, невеликі, край у них залозисто запушений; чашолистків 5, зазвичай широкояйцюваті, знизу густо колючі, зверху запушені, перисто-лопатеві, верхівка загострена; пелюстків 5, злегка запашні, від рожевого до трояндово-пурпурового чи червонуватого забарвлення, яйцюваті. Плоди шипшини зелено-червоні, стиснено-кулясті, 1.5–2 см у діаметрі, щільно колючкові, зі стійкими, прямовисними чашолистиками.
Період цвітіння: березень — липень. Період плодоношення: серпень — жовтень.

## Поширення
Поширений у Японії (Хонсю) й Китаї.
Населяє гірські ліси, зарості, схили, береги потоків, також культивується. Висота зростання: 500–1400 м.